# 蒙特拉約克山 (波馬坎查區)
11°37′57″S 75°38′17″W / 11.63250°S 75.63806°W
蒙特拉約克山（Muntirayuq），是秘魯的山峰，位於該國中部胡寧大區，由豪哈省的波馬坎查區負責管轄，屬於秘魯中部山脈的一部分，海拔高度4,200米。